# Innere Führung
Innere Führung ist die Führungskonzeption und -philosophie der Bundeswehr, die sich am Leitbild des mitdenkenden und verantwortungsvoll handelnden Staatsbürgers in Uniform orientiert. Sie verankert Soldaten und Bundeswehr in der deutschen Gesellschaft. Die Innere Führung als „‚Unternehmensphilosophie‘ der Bundeswehr“ bildet die Basis für das Selbstverständnis der Soldaten und verpflichtet sie auf die freiheitliche demokratische Grundordnung. Die Grundsätze der Inneren Führung sind Basis für den militärischen Dienst, das soldatische Selbstverständnis und die Menschenführung. Sie bestimmen die Grenzen von Befehl und Gehorsam und das Prinzip Führen mit Auftrag. Die Innere Führung soll Spannungen mindern, die sich aus den individuellen Rechten des freien Bürgers einerseits und den militärischen Pflichten des Soldaten andererseits ergeben. Ihre Umrisse wurden im Zuge der Wiederbewaffnung Anfang der 1950er Jahre vor Gründung der Bundeswehr entworfen.:5

## Begriffsbildung
Nach der Gründung der Bundesrepublik Deutschland 1949 stellte sich angesichts der immer schärfer werdenden Ost-West-Konfrontation sehr schnell die Frage der Wiederbewaffnung Deutschlands. Spätestens mit Beginn des Koreakrieges im Sommer 1950 begann unter den Westmächten und in der Bundesrepublik ein Umdenken über einen westdeutschen Beitrag zur Verteidigung Westeuropas. Die Regierung Adenauer berief eine Gruppe deutscher Militärexperten, die sich mit dem Aufbau westdeutscher Streitkräfte befassen sollten. Die Expertengruppe fasste die Ergebnisse ihrer Geheimgespräche im Kloster Himmerod im Oktober 1950 in der so genannten „Himmeroder Denkschrift“ zusammen.
Dabei ging es nicht nur um praktische Fragen des Aufbaus von Streitkräften, sondern auch darum, neue deutsche Streitkräfte zu legitimieren. Angesichts der traumatischen Erfahrungen in zwei Weltkriegen war die deutsche Bevölkerung zu diesem Zeitpunkt in weiten Teilen pazifistisch und gegen jede Art von neuem Militär eingestellt. Die europäischen Nachbarn hatten ebenfalls Ängste vor deutschen Soldaten. Die neuen Streitkräfte mussten, wenn sie gesellschaftlich akzeptabel sein sollten, demokratietauglich sein und strikter parlamentarischer Kontrolle unterliegen. Sie durften keinen „Staat im Staate“ bilden, wie es bei der Reichswehr gewesen war, und auch keinen gesellschaftlichen Sonderstatus wie im Kaiserreich einnehmen.
Zugleich musste die neue Führungskonzeption dem veränderten Kriegsbild Rechnung tragen, mit dem sich alle Streitkräfte in der zweiten Hälfte des 20. Jahrhunderts auseinanderzusetzen hatten. Die neue Truppe musste darauf eingestellt werden, in einem Atomkrieg auch nach Ausfall der zentralen Führung in deren Sinne zu handeln. Daher war besonderes Augenmerk zu legen auf das bereits seit dem 19. Jahrhundert in den preußisch-deutschen Armeen verwirklichte Prinzip des „Führens mit Auftrag“, häufig auch, nicht ganz korrekt, Auftragstaktik genannt.
Schließlich sollte die Konzeption militärische Hierarchie und technische Kompetenz miteinander in Einklang bringen, weil die neue Bundeswehr, mehr noch als vorher bereits die Wehrmacht, eine hochtechnisierte Truppe sein musste. Zusätzlich musste neuen pädagogischen Erkenntnissen Rechnung getragen werden: „Nach unserer Ansicht hat die Innere Führung nie eine Wahl. Grundgesetz, Kriegserfahrung, soziologische und pädagogische Erkenntnisse in allen Lebensbereichen und – negativ gesehen – die totalitäre Alternative verpflichten uns, das freiheitliche Bild vom mündigen Menschen als Grundlage von Theorie und Praxis zu setzen.“
Es bedurfte einer Reformkonzeption für das Innere Gefüge der Bundeswehr, ein Ausdruck, der anfangs als Synonym für Innere Führung gebraucht wurde. Zu den Vordenkern der Inneren Führung gehörten die Generalleutnante a. D. Hans Speidel und Adolf Heusinger, Oberst a. D. Johann Adolf Graf von Kielmansegg, Oberstleutnant a. D. Ulrich de Maizière und Major a. D. Wolf Graf von Baudissin (Rang jeweils zu Kriegsende 1945). Sie entwickelten ab 1951 als Mitarbeiter des sogenannten Amts Blank die Konzeption der Inneren Führung, um den aufgeworfenen Fragestellungen Rechnung zu tragen. Die konkretere Gestaltung erfolgte auf Basis der Himmeroder Überlegungen im Ausschuss für Innere Führung, der von 1953 bis 1954 in 39 Sitzungen die wesentlichen Richtlinien entwickelte, die dann bei Gründung der Bundeswehr umgesetzt wurden.
Am 5. März 1953 wurde die Konzeption offiziell unter der Bezeichnung Innere Führung durch die Dienststelle Blank übernommen.

## Grundsätze der Inneren Führung
Die Grundsätze der Inneren Führung basieren auf den Ausarbeitungen der Abteilung für Inneres Gefüge im Amt Blank. Sie sind im Wesentlichen unverändert bis heute gültig und werden in der Zentralen Dienstvorschrift A-2600/1 „Innere Führung“ konkretisiert::18
- Integration in Staat und Gesellschaft,
- das Leitbild vom Staatsbürger in Uniform,
- die ethische, rechtliche und politische Legitimation des Auftrages,
- die Verwirklichung wesentlicher staatlicher und gesellschaftlicher Werte in den Streitkräften,
- Grenzen für Befehl und Gehorsam,
- die Anwendung des Prinzips „Führen mit Auftrag“,
- die Wahrnehmung der gesetzlich festgelegten Beteiligungsrechte der Soldaten sowie
- die Wahrnehmung des im Grundgesetz garantierten Koalitionsrechts.

Die Anlagen zu dieser Dienstvorschrift enthalten die Leitsätze für Vorgesetzte, die Rechte und Pflichten der Soldatinnen und Soldaten, die Richtlinien zum Traditionsverständnis und zur Traditionspflege in der Bundeswehr (sog. Traditionserlass) und eine Übersicht über die wichtigsten Gesetze, Zentralen Dienstvorschriften (ZDv) und Weisungen mit Bezug zur Inneren Führung.

## Felder der Inneren Führung
Nach 1945 stellte sich zuerst die Frage nach der Legitimität des Soldaten: Konnte man, nach dem, was geschehen war, und angesichts dessen, was ein nuklearer Krieg mit sich bringen würde, überhaupt noch Soldat sein? Der Einsatz von Streitkräften war nur noch zu rechtfertigen als ultima ratio, zur Verteidigung und Krisenbewältigung. Menschenrechte und Völkerrecht waren in jedem Falle bindend. Die legitime Aufgabe der Soldaten musste es sein, den Frieden zu sichern und zu gestalten. Wie Gustav Heinemann später sagte, war der Frieden der Ernstfall.
Die Streitkräfte mussten in die demokratischen Strukturen der Gesellschaft integriert werden. Sie müssen parlamentarischer Kontrolle unterliegen. Der Soldat ist Staatsbürger mit den gleichen, nur im militärisch begründeten Ausnahmefall eingeschränkten Rechten. Die innere Ordnung und die Rolle der Streitkräfte im Staatswesen müssen demokratieverträglich sein. Das erfordert den „Staatsbürger in Uniform“.
Daraus leitet sich das Selbstverständnis der Soldaten, ihre Identität, ab. Soldaten sind Staatsbürger, die dem Staat in ihrem Beruf dienen. Sie nehmen an der gesellschaftlichen und politischen Diskussion des Landes teil. Das bedeutet nicht nur, dass sie – anders als die Soldaten der Reichswehr in der Weimarer Republik – das aktive und das passive Wahlrecht besitzen. Sie können und sollen sich auch als Fachleute an der Diskussion zu militärischen und sicherheitspolitischen Themen äußern. Diese Rechte finden ihre Grenzen in der Loyalitätspflicht, der Pflicht zur Zurückhaltung und zur Verschwiegenheit in vertraulichen Angelegenheiten. Der Soldat ist als Staatsbürger politisch Handelnder, der das immer bestehende Spannungsfeld zwischen den Rollen Staatsdiener und Staatsbürger ertragen muss.
Das Konzept der Inneren Führung verfolgt somit vier zentrale Zielsetzungen::21
- Legitimation im Sinne einer rechtlichen, politischen und ethischen Begründung des Auftrages für das Handeln des Soldaten beziehungsweise der Bundeswehr.
- Integration, um die Bundeswehr in Staat und Gesellschaft zu integrieren und das Grundgesetz als verbindlichen Rahmen zu definieren.
- Organisation als Gestaltung der inneren Ordnung für Einsatzbereitschaft und Disziplin, die aber auch die Persönlichkeit des Einzelnen anerkennt.
- Motivation: Aus der Einsicht der Notwendigkeit seiner Aufgabe, Pflichterfüllung, Gehorsam und Disziplin sowie seiner Einbindung in die Truppe und der Übernahme von Verantwortung erfährt der Einzelne Motivation. Die Soldaten sollen aus der Überzeugung heraus handeln, die freiheitliche Grundordnung Deutschlands zu verteidigen.

Diese vier Zielsetzungen sind als gleichrangig zu betrachten, wobei je nach Diskussionsgegenstand das eine oder andere Ziel betont wird.
Generalinspekteur a. D. de Maizière machte im Jahr 2005 folgende konstante Elemente der Inneren Führung aus, die für ihren Erfolg verantwortlich sind:
- Primat der Politik,
- Bindung des Handelns an Recht und Gesetz, insbesondere das Grundgesetz,
- Leitbild des Staatsbürgers in Uniform,
- Ausgleich zwischen Rechten und Pflichten und Achtung der Menschenwürde.

## Führungsansatz
Der Führungsansatz beruht auf den Werten und dem Traditionsverständnis der Bundeswehr sowie dem Leitbild des Staatsbürgers in Uniform. Hier wird die Innere Führung im täglichen Umgang miteinander mit Leben gefüllt.
Menschenführung in der Bundeswehr ist der Schlüssel zur (militärischen) Leistungsfähigkeit auf allen Ebenen. Für viele Soldaten ist dies also das Kernstück, da sie die Innere Führung als Ausdruck zeitgemäßer Menschenführung verstehen. Führung wird in der Bundeswehr definiert als: „[…] ein Prozess steuernden Einwirkens auf das Verhalten von Menschen, um ein Ziel zu erreichen. Sie umfasst den zielgerichteten Einsatz von Kräften und Mitteln sowie Informationen nach Raum und Zeit. Merkmale militärischer Führung sind die Einheit der Führung, die Wechselwirkung von Befehl und Gehorsam sowie das ‚Führen mit Auftrag‘, die unteilbare, persönliche Verantwortung militärischer Führer und die Durchsetzung ihres Willens.“

## Praktische Umsetzung
Siehe auch: Beirat Innere Führung
Bereits am 28. Oktober 1956 wurde die Schule der Bundeswehr für Innere Führung in Köln offiziell gegründet und am 1. Februar 1957 nach Koblenz verlegt. 1981 erfolgt die Umbenennung in Zentrum Innere Führung (ZInFü), an dem militärische und zivile Lehrkräfte unterrichten. Eine besondere Rolle spielt heute die Ausbildung der Vorgesetzten, die an Auslandseinsätzen teilnehmen sollen. Das Zentrum betreibt eigene Forschung und gibt eine Reihe von Schriften heraus, in denen die Innere Führung zum Teil auch kritisch diskutiert wird. Seit 1958 gibt es den Beirat Innere Führung, der aus zivilen Persönlichkeiten aus vielen Bereichen der Gesellschaft besteht und die Praxis der Inneren Führung beobachtet und begleitet. Der Beirat beteiligt sich aktiv an aktuellen Themen und gibt Empfehlungen wie etwa zur Integration von Frauen in die Bundeswehr oder zum Umgang mit Soldaten fremder Herkunft. Der Wehrbeauftragte des Deutschen Bundestages widmet der Inneren Führung den Schwerpunkt seiner Aufmerksamkeit.

## Haltung der Bundeswehr zur Inneren Führung
Trotz dieser Begleitung ist das Konzept der Inneren Führung in Teilen der Bundeswehr anfangs kritisch betrachtet worden. In den ersten Jahren dominierten Traditionalisten, die von der Reichswehr und der Wehrmacht geprägt waren. Während des Aufbaus bestand wenig Raum für tiefgehende konzeptionelle Diskussionen. Erst ab Mitte der 1960er Jahre gab es eine immer stärkere Debatte über die Innere Führung. Auslöser waren neben der Nagold-Affäre die kritischen Äußerungen einiger Generale und die Auftritte einiger Soldatengruppen (Leutnante 70, Hauptleute von Unna, Reserveoffiziere 1972), welche die Innere Führung teils als „Weiche Welle“, teils aber auch als nicht weit genug gehend kritisierten. Insbesondere den Traditionalisten kam es entgegen, dass sich die Innere Führung nicht militärisch knapp definieren lässt. Sie kritisierten das Konzept etwa als wirklichkeitsfern und betonten eine Unvereinbarkeit soldatischer und ziviler Existenz, da der Soldatenberuf ein Beruf sui generis sei. Daraus resultierte die Forderung nach einem mehr auf althergebrachten soldatischen Werten basierenden Militärsystem, mit einer auf „ewigen“ soldatischen Werten basierenden Kampfgemeinschaft. Die Reformer traten hingegen für eine noch offenere Armee ein, die auf demokratisch-pluralistischen Grundwerten beruht.
Mit der Ernennung General de Maizières zum Generalinspekteur 1966 setzte die politische Führung ein klares Signal für die Innere Führung. In den nächsten beiden Jahrzehnten flaute die Kontroverse um die Innere Führung ab. Jedoch wird das Konzept auch heute aus verschiedenen Richtungen kritisch begleitet. So beklagte jüngst die Kommission „Europäische Sicherheit und Zukunft der Bundeswehr“ am Institut für Friedensforschung und Sicherheitspolitik an der Universität Hamburg unter anderem, dass „der ursprüngliche Gehalt der Inneren Führung deformiert und partiell in sein Gegenteil verkehrt“ und dass „die Chance zur inneren Demokratisierung … nur unzureichend genutzt“ worden sei.
Ein alter Hauptkritikpunkt an der Inneren Führung tritt heute in den Hintergrund: Lange Zeit wurde vorgehalten, das Konzept habe sich nicht im Ernstfall bewähren müssen. Dies kann nicht mehr aufrechterhalten werden, nachdem über 100.000 deutsche Soldaten an Auslandseinsätzen außerhalb des NATO-Raums teilgenommen haben. In diesen Missionen scheinen sich die Prinzipien der Inneren Führung gut zu bewähren.

## Neue Herausforderungen
Die gewandelte Sicherheitslage nach 1990 stellt neue Anforderungen an die Innere Führung. Das Kriegsbild des Kalten Krieges ist nicht mehr präsent. Deshalb muss das Konzept, kämpfen zu können, um nicht kämpfen zu müssen, überprüft werden. Der Versuch, eine sicherheitspolitische Debatte über die neuen Aufgaben der Bundeswehr anzustoßen, wie es sie in der Vergangenheit zu Themen wie Wiederbewaffnung, Atomrüstung und NATO-Doppelbeschluss gegeben hat, ist bisher nicht gelungen. Auch die These des früheren Verteidigungsministers Peter Struck, Deutschlands Sicherheit werde auch am Hindukusch verteidigt, reichte als Provokation nicht aus, eine Diskussion über die legitimen Aufgaben von Streitkräften in der derzeitigen Weltlage in Gang zu setzen.
Das Konzept der Inneren Führung musste sich bis vor wenigen Jahren nicht im Kontext von echten Kampfeinsätzen deutscher Soldaten bewähren. Seine Übertragbarkeit auf extreme Szenarien gestaltet sich jedoch schwierig. Inzwischen scheint die Innere Führung bundeswehrintern nicht mehr überall gleichermaßen Beachtung zu finden. Es lässt sich zwar durchaus annehmen, dass sie auch unter extremen Einsatzbedingungen noch eine latente Wirkung entfaltet und viele Soldaten intuitiv durch sie gelenkt werden, man wird aber wohl davon ausgehen müssen, dass viele Streitkräfteangehörige ihr bestenfalls indifferent gegenüberstehen. Angesichts verschärfter Einsatzszenarien wird oft gefordert, der Inneren Führung zu neuer Geltung zu verhelfen. Eine Anpassung an streitkräfteinterne Entwicklungen und sicherheitspolitische Veränderungen erscheint vielen erforderlich. Die verdrängte Auseinandersetzung mit Selbstverständnis und Motivation von Soldaten kann zu unerwünschten Konsequenzen wie dem mentalen Rückzug auf das Idealbild des Kämpfers oder erhöhtem Streben nach Reglementierung und Absicherung führen.
Die Auslandseinsätze führen auch zu Veränderungen im Führungsverständnis der Bundeswehr. In dem während der Ost-West-Konfrontation vorbereiteten potenziellen Massenkrieg galt strikt das Prinzip dezentraler Führung, verbunden mit weitgehender Entscheidungsfreiheit auf den unteren Ebenen. Die heutigen Bundeswehr-Einsätze bedürfen genauer politischer Kontrolle. Auch Handlungen auf unterer Führungsebene können erhebliche politische Folgen haben. Deshalb behält sich die politische Leitung den direkten Durchgriff über alle Ebenen auf jeden Verband im Einsatz vor. Dieser Vorbehalt stößt bisweilen auf Kritik in der Truppe, da dabei Kenntnisse und Erfahrungen der Vorgesetzten und Experten vor Ort zum Teil unbeachtet bleiben. Zugleich geht ein Teil der Verantwortung für militärisches Handeln direkt auf politische Funktionsträger über.
Ein weiteres Spannungsfeld ergibt sich aus immer engerer Zusammenarbeit mit den Streitkräften anderer Nationen, wie zum Beispiel in der Deutsch-Französischen Brigade. Die Führungskulturen anderer Streitkräfte, auf Traditionen aufbauend, unterscheiden sich zum Teil erheblich von der Inneren Führung. Auch wenn die Bundeswehr die Innere Führung gern als Exportartikel bezeichnet, lehnen es gerade große westliche Nationen mit ungebrochener Militärtradition wie Frankreich, Großbritannien und die Vereinigten Staaten ab, das deutsche Prinzip zu übernehmen. Andererseits ist die Bundeswehr nicht bereit, die Kernbestände der Inneren Führung internationaler Zusammenarbeit zu opfern.